# Somisha dilura
Somisha dilura är en insektsart som beskrevs av Medler 1991. Somisha dilura ingår i släktet Somisha och familjen Flatidae. Inga underarter finns listade i Catalogue of Life.